# Vačice čtyřoká
Vačice čtyřoká (Philander opossum) je vačice, která pochází ze Střední a Jižní Ameriky.

## Vzhled
Barvu srsti má černou nebo břidlicově šedou. Jako jediná vačice má černé tělo a bílé kruhy kolem očí (brýle). Má šedo-bílé nebo bílé břicho. Téměř polovina ocasu je černá, pak má barvu masa jako končetiny a čumák. Jedná se o středně velkou vačici, jejíž délka těla je 30–35 cm, ocas dorůstá téměř 30 cm a hmotnost je přibližně 330 g.

## Výskyt
Nachází se od mexické provincie Tamaulipas po severovýchod Argentiny.

## Prostředí
Nalézá se v tropických deštných lesích, vlhkých lesích, pobřežních křovinách a ve vlhkém prostředí v zemědělské krajině.

## Způsob života
Aktivní je pouze v noci. Živí se drobnými živočichy, včetně žab, ale i šťavnatým ovocem. V průběhu roku na svět přijde 4 až 5 mláďat.